# Platocthispa
Platocthispa là một chi bọ cánh cứng trong họ Chrysomelidae.
Chi này được miêu tả khoa học năm 1940 bởi Uhmann.

## Các loài
Các loài trong chi này gồm:
- Platocthispa apicicornis (Weise, 1905)
- [[Platocthispa Championi]] (Baly, 1885)
- Platocthispa consociata (Baly, 1885)
- Platocthispa emorsitans (Baly, 1885)
- Platocthispa fulvescens (Baly, 1885)
- Platocthispa gregorii (Chapuis, 1877)
- Platocthispa lateritia (Smith, 1885)